# Zenodorus varicans
Zenodorus varicans là một loài nhện trong họ Salticidae.
Loài này thuộc chi Zenodorus. Zenodorus varicans được Tord Tamerlan Teodor Thorell miêu tả năm 1881.